# كريستوفر موريتي
كريستوفر موريتي (بالإيطالية: Christopher Moretti)‏ مواليد 8 نوفمبر 1986، هو متسابق دراجات نارية إيطالي. نافس في سباقات بطولة العالم لفئة 250 سي سي ولفئة 50 سي سي. كما شارك في بطولة العالم للسوبرسبورت.

## روابط خارجية
- كريستوفر موريتي على موقع WorldSBK.com (الإنجليزية)